# Symphysodon aequifasciatus
Symphysodon aequifasciatus es una especie de peces de la familia Cichlidae en el orden de los Perciformes.

## Morfología
Los machos pueden llegar alcanzar los 17,7 cm de longitud total.

## Alimentación
Come larvas de insectos, insectos invertebrados  planctónicos. Su nivel trófico es 3.34

## Hábitat
Es una especie de clima tropical entre 26 °C-30 °C de temperatura.

## Distribución geográfica
Se encuentran en Sudamérica: cuenca del río Amazonas (desde el río Putumayo (Colombia y Perú) hasta la cuenca del río Tocantins (Brasil)).